# Райський Андрій Олександрович
Андрій Райський (каз. Andrei Raisky, нар. 30 березня 1970, Усть-Каменогорськ) — казахський хокеїст, що грав на позиції центрального нападника. Грав за збірну команду Казахстану.

## Ігрова кар'єра
Професійну хокейну кар'єру розпочав 1987 року.
1992 року був обраний на драфті НХЛ під 156-м загальним номером командою «Вінніпег Джетс».
Протягом професійної клубної ігрової кар'єри, що тривала 19 років, захищав кольори команд «Торпедо» (Усть-Каменогорськ), «Дейтон Бомберс», «Монктон Гокс», ЦСКА (Москва), «Ам'єн», «Мілан Вайперз», «Металург» (Новокузнецьк), «Сибір», СКА (Санкт-Петербург, «Ольборг Пайретс», «Южний Урал», «Юність-Мінськ» та «Барис».
Виступав за збірну Казахстану.